# Sumday
Sumday è il terzo album in studio del gruppo indie rock statunitense Grandaddy, pubblicato nel 2003.

## Tracce
Testi e musiche di Jason Lytle.
1. Now It's On – 4:08
2. I'm on Standby – 3:13
3. The Go in the Go-for-It – 3:40
4. The Group Who Couldn't Say – 4:08
5. Lost on Yer Merry Way – 6:17
6. El Caminos in the West – 3:22
7. 'Yeah' Is What We Had – 3:45
8. Saddest Vacant Lot in All the World – 3:52
9. Stray Dog and the Chocolate Shake – 3:43
10. O.K. with My Decay – 6:11
11. The Warming Sun – 5:44
12. The Final Push to the Sum – 4:24

## Formazione
- Jason Lytle – voce, chitarra, altri strumenti
- Kevin Garcia – basso
- Aaron Burtch – batteria
- Jim Fairchild – chitarra
- Tim Dryden – tastiera